# Héctor Ugazio
Héctor Ugazio (Trenque Lauquen, Buenos Aires; 11 de julio de 1900 - Id. ¿?) fue un actor de cine y teatro argentino.

## Carrera
Nacido en Trenque Lauquen el 11 de julio de 1900, debutó en el Teatro Excelsior en la obra El malón blanco, haciendo el papel de un inglés. 
Más tarde actuó como traspunte de José Sassone; con el mismo cargo en la Compañía María Esther Buschiazzo, José Gómez - Juan Mangiante. En 1928 integra la Compañía teatral de Arturo Mario en la que figuraban Julio Scarzella, León Zárate, Herminia Mancini y Orestes Soriani. 
En cine se inició durante la época de oro de la cinematografía argentina con el film Las de Barranco de 1938 con Olinda Bozán y Homero Cárpena, y se despidió en 1982 con Los pasajeros del jardín junto a Graciela Borges, Rodolfo Ranni y Olga Zubarry.
Junto con los escritores Álvaro Yunque, Leónidas Barletta y Elias Castelnuovo, con los artistas plásticos Guillermo Facio Hebequer y Abraham Vigo funda en 1926, el Teatro Libre (homónimo del teatro de Antoine).
Fue además un miembro activo de la Asociación Argentina de Actores donde había intentado construir en su momento una agrupación para realizar una labor de extensión de cultura teatral.

## Filmografía
- 1982: Los pasajeros del jardín
- 1979: La nona
- 1977: Basta de mujeres
- 1976: Juan que reía
- 1973: Juan Moreira
- 1969: El salame
- 1941: Yo quiero morir contigo
- 1938: Las de Barranco[2]

## Teatro
- El malón blanco.
- Levántate y anda (1929), con Enrique Santos Discepolo, Nicolás Fregues, Rosa Catá, Ilde Pirovano y Ángel Magaña.
- El grillo (1929), junto a Pepita Muñoz, Esperanza Palomero, Enrique Serrano, Eloy Álvarez y Graciliano Batista.
- Celos (1931), estrenado en el Teatro Solís. Con la Compañía de Carmen Casnell y Santiago Arrieta.
- Yo quiero que tú me engañes (1931), con un amplio elenco en las que estaban Paula Tapia, Santiago Arrieta, Carmen Casnell, Obdulia Bouza, Margarita Tapia, Isabel Figlioli y Armando de Vicente.
- Ensayo Federal (1932) , con la Compañía de Ana Arneodo - Carlos Bouhier, junto a las primeras actrices Elsa O'Connor y Consuelo Abad .